# Lobosmittia basilobata
Lobosmittia basilobata är en tvåvingeart som beskrevs av Ole Anton Saether och Andersen 1993. Lobosmittia basilobata ingår i släktet Lobosmittia och familjen fjädermyggor.
Artens utbredningsområde är Tanzania. Inga underarter finns listade i Catalogue of Life.